# Kapela sv. Vida (Klenovec Humski)
Kapela sv. Vida je rimokatolička građevina u mjestu Klenovec Humski, općini Hum na Sutli zaštićeno kulturno dobro.

## Opis dobra
Prvi spomen kapele datira u 1334., a današnja je izgrađena sredinom 16. stoljeća, s naknadno prigrađenom sakristijom i tornjem. Građena je od kamena i pravilno orijentirana. Svetište je zasvođeno baldahinskim svodom sa zasječenim susvodnicama, kor češkom kapom a nad lađom je drveni strop. Unutrašnjost je opremljena trima kasnobaroknim oltarima. Glavni datira iz vremena neposredno nakon 1706. g., kada je bila dovršena obnova svetišta, dok su dva bočna zamijenjena novima u 19. st. Osim što je zbog povoljnog položaja u turbulentnim vremenima služila kao osmatračnica, svojim specifičnim tlocrtom sa svetištem završenim u „šilj“, predstavlja rijetkost u sakralnoj arhitekturi ovog područja.

## Zaštita
Pod oznakom Z-4335 zavedena je kao nepokretno kulturno dobro - pojedinačno, pravnog statusa zaštićena kulturnog dobra, klasificirano kao "sakralna graditeljska baština".